# Devery Jacobs
Kawennáhere Devery Jacobs (Kahnawake, Quebec, Canadá, 8 de agosto de 1993), conocida profesionalmente como Devery Jacobs, es una actriz canadiense nativa mohawk. Por su actuación en Rhymes for Young Ghouls (2013) obtuvo una nominación al Canadian Screen Award como Mejor Actriz.

## Carrera profesional
Jacobs comenzó a actuar a fines de la década de los 2000 con un papel en la serie de televisión The Dead Zone (2007) y Assassin's Creed: Lineage (2009).
En 2013, Jacobs interpretó al personaje principal en Rhymes for Young Ghouls, que se estrenó en el Festival Internacional de Cine de Toronto en 2013.
En 2014, apareció en el video musical de «Sisters» de A Tribe Called Red.

En 2019, en la segunda temporada de American Gods, Jacobs interpretó a una joven estudiante universitaria cherokee llamada Sam Black Crow, quien se identifica como "de dos espíritus". En una entrevista, dijo que Neil Gaiman (autor de las novelas en las que se basa la serie) abogó firmemente por que ella asumiera el papel, pero señaló:
"Me identifico como queer, y no de dos espíritus, porque soy Mohawk y no tenemos eso".
También en 2019, Jacobs interpretó un papel recurrente como Lilith Bathory en la primera y segunda temporada de la serie de Netflix The Order.
En 2021, Jacobs interpretó un papel principal en la aclamada serie de televisión Reservation Dogs sobre un grupo de adolescentes indígenas que crecen en una reserva en la zona rural de Oklahoma. Para la temporada 2, también se unió a la sala de escritores del programa.

## Vida personal
En el momento de su actuación en Rhymes for Young Ghouls, Jacobs era estudiante en John Abbott College, estudiando intervención correccional. Jacobs se identifica como queer.

## Filmografía
| Año         | Título                         | Papel            | Notas                                 |
| ----------- | ------------------------------ | ---------------- | ------------------------------------- |
| 2007        | The Dead Zone                  | Monique          | Serie de televisión                   |
| 2008        | South of the Moon              | Alexa Dumont     | Película                              |
| 2009        | Assassin's Creed: Lineage      | Claudia Auditore | Miniserie                             |
| 2012        | Exploding Sun                  | Nourhan          | Película para televisión              |
| 2013        | The Blanketing                 | Seniya           | Cortometraje                          |
| 2013        | Rhymes for Young Ghouls        | Aila             | Película                              |
| 2013–2015   | Mohawk Girls                   | Lollipop         | Serie de televisión                   |
| 2015        | A Big Black Short              | Jess             | 1                                     |
| 2016        | The Sun at Midnight            | Lia              |                                       |
| 2016        | The Land of Rock and Gold      | Andrea           |                                       |
| 2016        | Running Eagle                  | Judith           | Cortometraje                          |
| 2016        | Another WolfCop                | Daisy            |                                       |
| 2016        | Level 16                       | Vivien           |                                       |
| 2016        | The Walking Dead: Michonne     | Sam              | Videojuego                            |
| 2016        | Stolen                         | Director         | Cortometraje                          |
| 2018        | The Lie                        | Britney Ismali   |                                       |
| 2019–2021   | American Gods                  | Sam Blackcrow    | Serie de televisión; papel recurrente |
| 2019–2020   | The Order                      | Lilith Bathory   | Serie de televisión; papel recurrente |
| 2019        | Blood Quantum                  | James            |                                       |
| 2019        | Rustic Oracle                  | Older Ivy        |                                       |
| 2021        | Rutherford Falls               | Jess Wells       | Serie de televisión; papel recurrente |
| 2021-2023   | Reservation Dogs               | Elora Danan      | Serie de televisión; papel principal  |
| 2021        | The 73rd Primetime Emmy Awards | Self (Presenter) | Especial de televisión                |
| 2021        | Bootlegger                     | Mani             |                                       |
| 2022        | Ark: The Animated Series       | Alasie           | Voz                                   |
| 2023 - 2024 | What If...?                    | Kahhori          | Serie animada (Voz)                   |
| 2024        | Echo                           | Bonnie           | Miniserie                             |
| 2024        | Backspot                       | Riley            | Película                              |